# Paphiopedilum fairrieanum
Paphiopedilum fairrieanum é uma espécie de orquídea (Orchidaceae) do Sudeste Asiático.